# 57
57 (LVII) var ett normalår som började en lördag i den julianska kalendern.

## Händelser

### Okänt datum
- Paulus författar Romarbrevet och Kolosserbrevet (vedertaget årtal).
- Sändebud från Kilikien kommer till Rom för att anklaga sin före detta guvernör, Cossutianus Captio, för utpressning; den romerska senaten stöds i fallet av Publius Clodius Thrasea Paetus.
- Kejsar Nero blir återigen konsul i Rom.
- Talhae blir kung av det koreanska kungadömet Silla.
- Det äldsta beviset på japansk skrift härrör från detta år.
- Han Mingdi blir kejsare av Kina.
- En japansk kung skickar en ambassadör till Kina.

## Avlidna
- Guangwu av Han, kinesisk kejsare
- Yuri, kung av det koreanska kungadömet Silla